# جورج هيل (سياسي)
جورج هيل (بالإنجليزية: George E. Hill)‏ هو محامي وسياسي أمريكي، ولد في 10 أكتوبر 1868 بسولت ليك في الولايات المتحدة، وتوفي في 6 مايو 1958. حزبياً، نشط في الحزب الديمقراطي. وقد انتخب عضو مجلس ولاية أيداهو.